# Domino Records (1923)
Domino Records war ein  US-amerikanisches Plattenlabel, das von 1923 bis 1931 bestand.
Bereits 1917 gab es ein erstes Plattenlabel unter der Bezeichnung Domino, auf dem 7-Zoll-Pressungen erschienen. Das zwischen 1923 und 1933 bestehende Label Domino Records war ein Sub-Unternehmen der Plaza Music Company. Viele der Plaza-Produktionen im Bereich der Tanzmusik, Countrymusik und Jazz erschienen auch auf Schwester-Labeln wie auf Banner und Regal. Viele Künstler, wie etwa Duke Ellington, wurden unter Pseudonymen auf Domino veröffentlicht. Auf dem Label erschienen Aufnahmen der California Ramblers, von Cab Calloway, Vernon Dalhart, Arthur Fields, Bob Fuller, Ernest Hare, Fletcher Henderson, Rosa Henderson, Irving Kaufman, Sam Lanin, Vincent Lopez, Viola McCoy, Lizzie Miles, Julia Moody, Billy Murray, der Original Memphis Five, Jack Pettis, Ben Selvin, Boyd Senter und Jack Teagarden.